# David Townsend
David G. H. Townsend (Birmingham, 28 de agosto de 1955) es un deportista británico que compitió en remo.
Participó en dos Juegos Olímpicos de Verano en los años 1976 y 1980, obteniendo una medalla de bronce en Moscú 1980 en la prueba de cuatro sin timonel. Ganó dos medallas de bronce en el Campeonato Mundial de Remo, en los años 1978 y 1979.

## Palmarés internacional
| Juegos Olímpicos   | Juegos Olímpicos          | Juegos Olímpicos  | Juegos Olímpicos   |
| Año                | Lugar                     | Medalla           | Prueba             |
| ------------------ | ------------------------- | ----------------- | ------------------ |
| 1980               | Moscú (URSS)              | Medalla de bronce | Cuatro sin timonel |
| Campeonato Mundial |                           |                   |                    |
| Año                | Lugar                     | Medalla           | Prueba             |
| 1978               | Cambridge (Nueva Zelanda) | Medalla de bronce | Cuatro sin timonel |
| 1979               | Bled (Yugoslavia)         | Medalla de bronce | Cuatro sin timonel |